# Kuwayamaea longipennis
Kuwayamaea longipennis är en insektsart som beskrevs av Shi, F-m. och Z. Zheng 1999. Kuwayamaea longipennis ingår i släktet Kuwayamaea och familjen vårtbitare. Inga underarter finns listade i Catalogue of Life.